# Ophiomyia lauta
Ophiomyia lauta är en tvåvingeart som beskrevs av Spencer 1969. Ophiomyia lauta ingår i släktet Ophiomyia och familjen minerarflugor. Inga underarter finns listade i Catalogue of Life.